# Pierre Martel (linguiste)
Pour les articles homonymes, voir Pierre Martel et Martel.
Pierre Martel (1943-) est un linguiste et un professeur québécois originaire de Charlesbourg qui s'est installé à Sherbrooke en 1970.
Il a obtenu un doctorat en philologie française à l'Université de Strasbourg. Il est connu pour sa défense d'une norme du français québécois; il est d'ailleurs le codirecteur du projet Franqus, avec Hélène Cajolet-Laganière. Il a été président du Conseil de la langue française de janvier 1988 à juillet 1990.

## Ouvrages publiés
- Dictionnaire de fréquence des mots du français parlé au Québec, 1992
- La qualité de la langue au Québec, 1995
- Le français québécois : usages, standard et aménagement, 1996

## Revues
- Bulletin de linguistique
- Correspondance
- Journal des traducteurs
- Les Actes du colloque sur la problématique de l'aménagement linguistique
- Les Publications du Québec
- Revue québécoise de linguistique
- Sommet

## Honneurs
- Membre de l'Ordre des francophones d'Amérique